# 西郷義勝
西郷 義勝（さいごう よしかつ）は、戦国時代の三河国の武将。八名西郷氏（嵩山西郷氏）の当主。

## 経歴
三河八名郡嵩山月ヶ谷城主の西郷正勝の嫡男・元正の長男として生まれる。西郷氏は同じ東三河国人の田峯菅沼氏・野田菅沼氏などとともに、今川氏から自立した松平元康（徳川家康）に従い、今川方への備えとして月ヶ谷城の北北東約1.8kmの地に五本松城を築き、正勝が五本松城を、元正が月ヶ谷城を守備していた。しかし永禄4年（1561年）9月、三河国境に近い遠江宇津山城の今川方の将・朝比奈泰長の攻撃を受けて五本松城は落城、正勝・元正父子はこの戦いで戦死した。西郷領は元正の弟・清員が松平氏の援兵を得て奪還し、松平元康は清員に西郷家の家督を与えた。しかし清員は嫡流にあたる義勝への相続と、当時の義勝はまだ幼少だったため義勝成人までは自らが陣代となることを願って許された。これによって義勝は西郷氏の家督を相続した。その後も西郷氏は同年中に領内の堂山城・大塚城を攻略されるなど、西郷氏は東三河における対今川氏の最前線にあった。
元亀2年（1571年）3月、武田氏の武将・秋山虎繁が信濃から奥三河へ侵入し、長篠城にほど近い設楽郡竹広にまで進出した。東三河衆のうち田峯菅沼氏・奥平氏などは武田方に降ったが、野田菅沼氏・設楽氏などは降らずに防戦した。西郷氏はこれを援けて共に武田軍を退けたが、この戦いで義勝は戦死した。男子はまだ1歳と幼かったため家督は清員の子の家員が義勝の娘婿となって西郷氏の家督を継いだ。なお遺児の勝忠は成人の後、紀州藩に仕えた。
義勝の妻は後北条氏の家臣・諏訪部定久の娘で、後に後妻として戸塚忠春の娘・お愛を迎えている。お愛の生母は義勝の叔母にあたり、お愛は母方の従姉妹ということになる。義勝の死によって寡婦となったお愛は後に徳川家康に召し出されてその側室となり、徳川秀忠・松平忠吉兄弟を産んでいる。

## 関連作品
- どうする家康（2023年、NHK大河ドラマ）演：飯作雄太郎